# Boltigen
Boltigen – gmina (niem. Einwohnergemeinde) w Szwajcarii, w kantonie Berno, w regionie administracyjnym Oberland, w okręgu Obersimmental-Saanen.

## Demografia
W Boltigen mieszka 1 249 osób. W 2020 roku 5,7% populacji gminy stanowiły osoby urodzone poza Szwajcarią.

## Transport
Przez teren gminy przebiegają drogi główne nr 11 i nr 219.